# کاروانسرای جر
کاروانسرای جر مربوط به اواخر دوره قاجار است و در کرمان، بازار کفاش ها روبروي درب شرقي كاروانسراي ميرزا حسين خان واقع شده و این اثر در تاریخ ۲۵ اردیبهشت ۱۳۸۰ با شمارهٔ ثبت ۳۸۶۳ به‌عنوان یکی از آثار ملی ایران به ثبت رسیده است.